# Экономика Ирбита
Основан в первой половине 17 века. 
С середины 18-го по начало 20-го века здешняя ярмарка была одной из крупнейших в России. Она потеряла своё значение после ввода Транссиба, который миновал Ирбит.
В тридцатые годы 20-го века началось развитие добывающей и машиностроительной промышленности. Во время Второй мировой войны в город были эвакуированы из и из-под Москвы и Ленинграда предприятия химической, лёгкой и пищевой промышленности, производства стекольной и  фарфоровой продукции, строительных материалов. После возвращения в конце войны предприятий на прежние места в Ирбите остались тем не менее соответствующие производства. В числе возникших таким образом предприятий — Ирбитский мотоциклетный завод.
Является центром переработки сырья лесного и сельского хозяйства из прилегающем района.
В городе сохранилось много фрагментов дореволюционной застройки, что создаёт потенциал для развития туризма.

## История

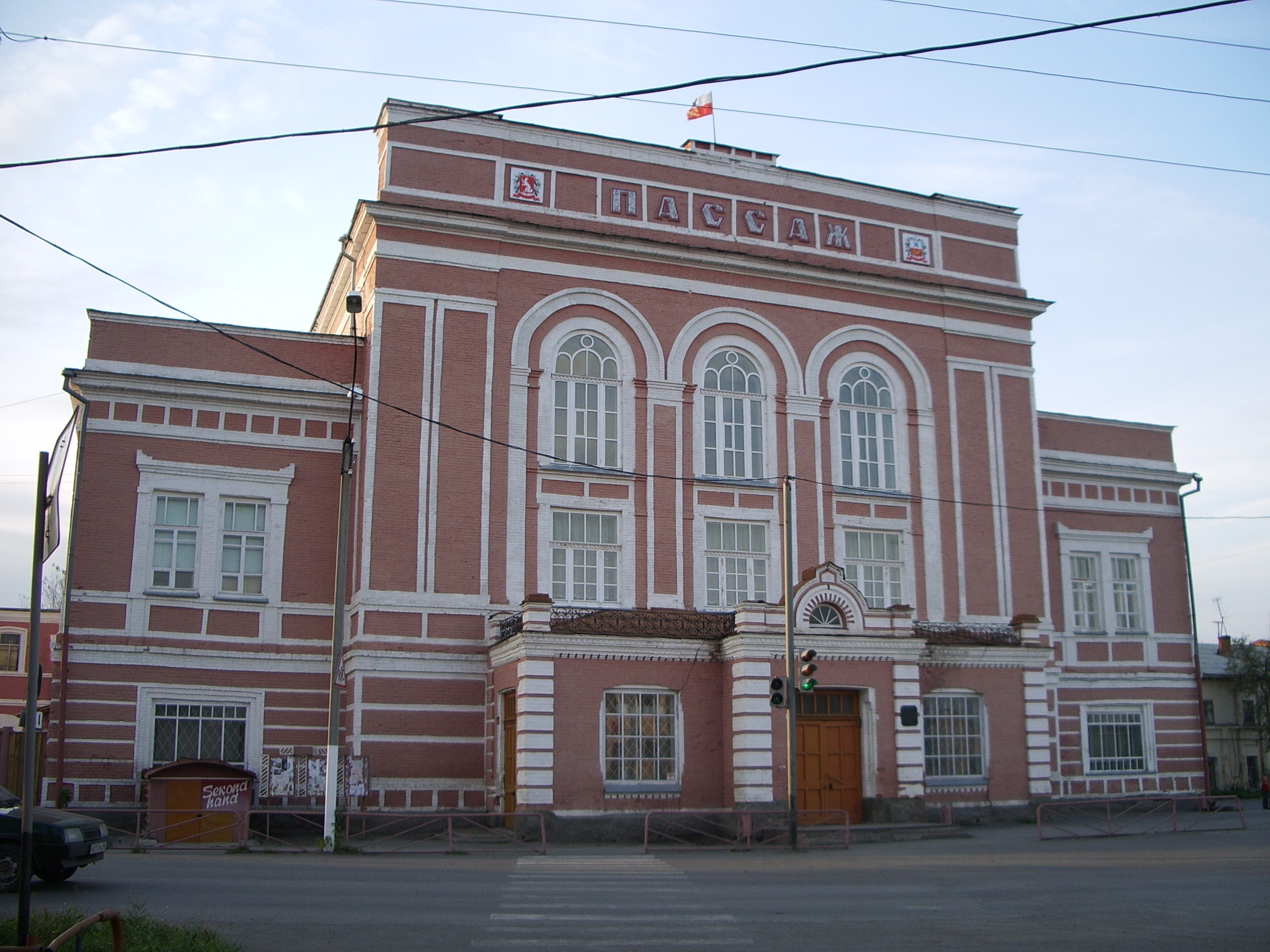
Здание пассажа — главного павильона ирбитской ярмарки

Основанный в 1631 году, город Ирбит был известен своей ежегодной ярмаркой, проводившейся с 1738 года. Город находился на торговых путях из европейской части России в Сибирь, поэтому его ярмарка с течением времени стала всеуральской, а потом и всероссийской, выполнявшей роль перевалочного пункта между Уралом и Сибирью.
Развитие города зависело от оборотов ярмарки. В конце 19-го века, с введением в строй Транссибирской магистрали значение Ирбитской ярмарки снизилось. Транссибирская магистраль прошла мимо Ирбита, что определило дальнейшую судьбу города. Железная дорога соединила город с Екатеринбургом только в 1916 году.
В годы довоенных пятилеток город из торгового постепенно превращался в промышленный. В 1931 году здесь был построен диатомитовый комбинат, в 1932 году — завод по производству багеро-экскаваторных машин для добычи торфа. В 1939 году завод стал выпускать автотракторные прицепы. В 1954 году на заводе был выпущен 100-тысячный прицеп.
В годы Великой Отечественной войны в Ирбит были эвакуированы предприятия из Москвы, Ленинграда и других районов, где проходили военные действия, включая Московский мотозавод с мотоциклетным производством. В корпусах водочного завода в годы войны разместился Московский завод «Акрихин» (современный химико-фармацевтический завод), в зданиях диатомитового комбината разместился Константиновский стекольный и Ленинградский фарфоровый заводы.
После войны в городе появились предприятия по металлообработке, производству строительных материалов, предприятия химической, лёгкой и пищевой промышленности.

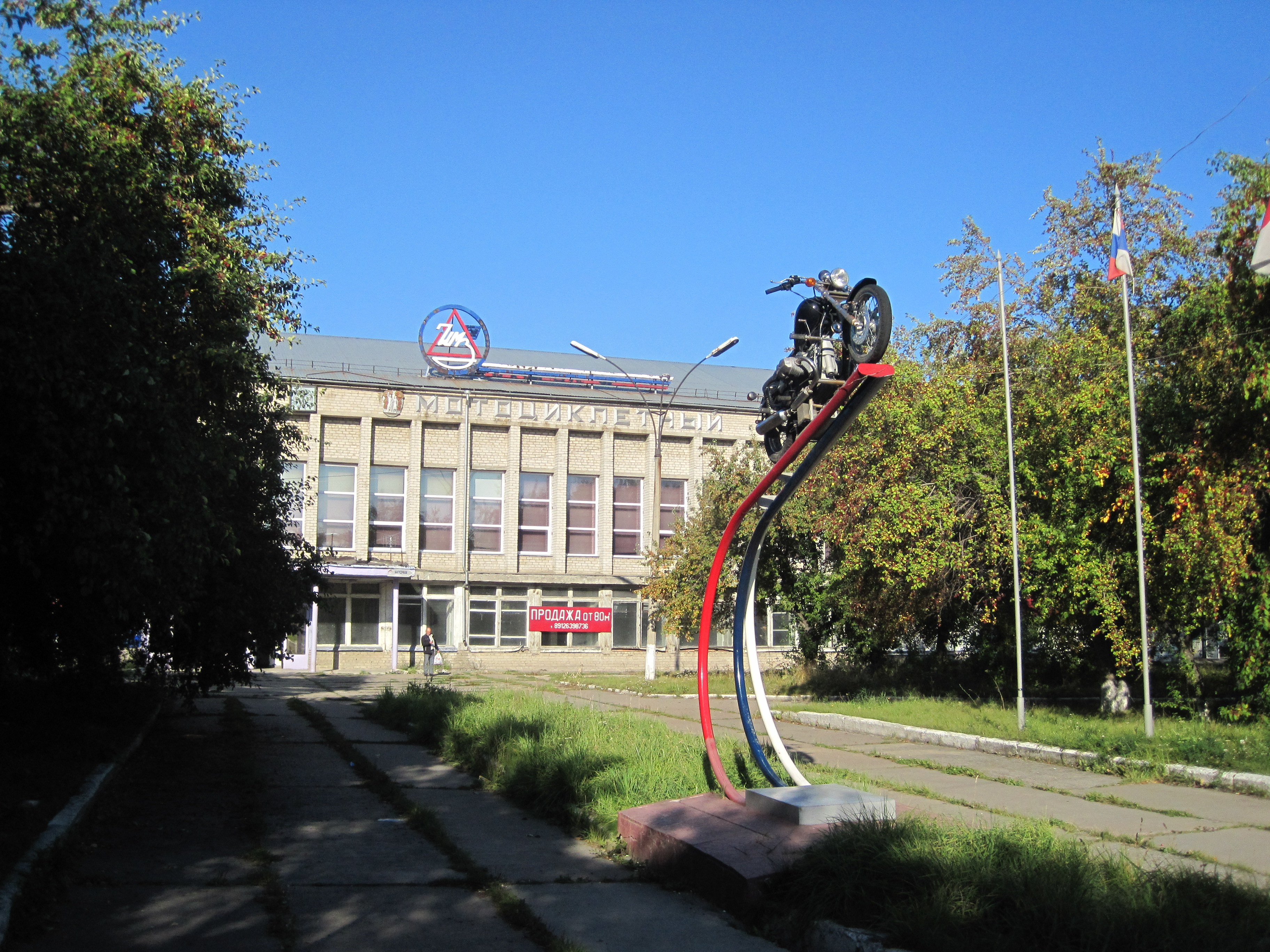
Ирбитский мотоциклетный завод

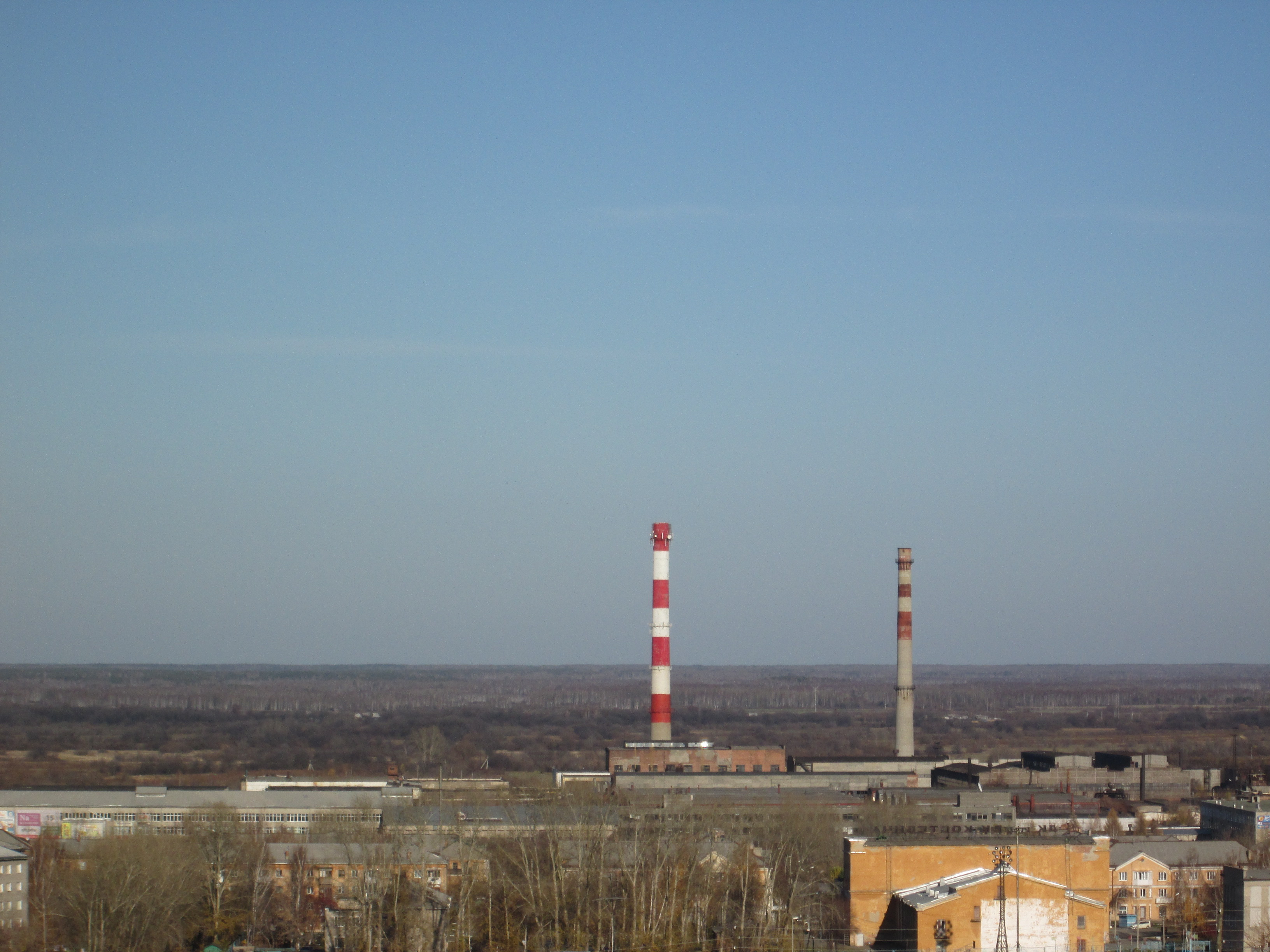
ИМЗ

## Современное состояние

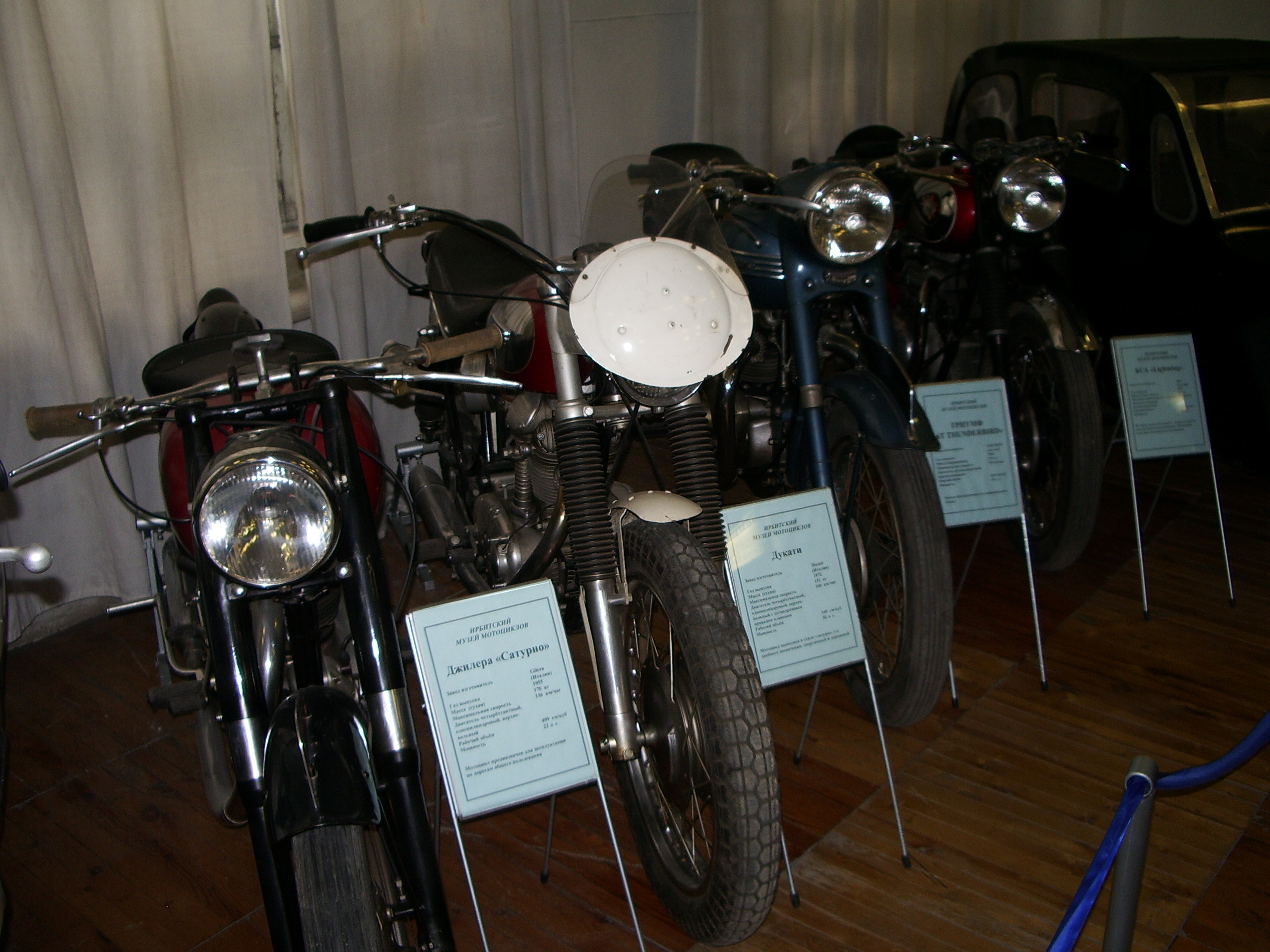
Ирбитский музей мотоциклов

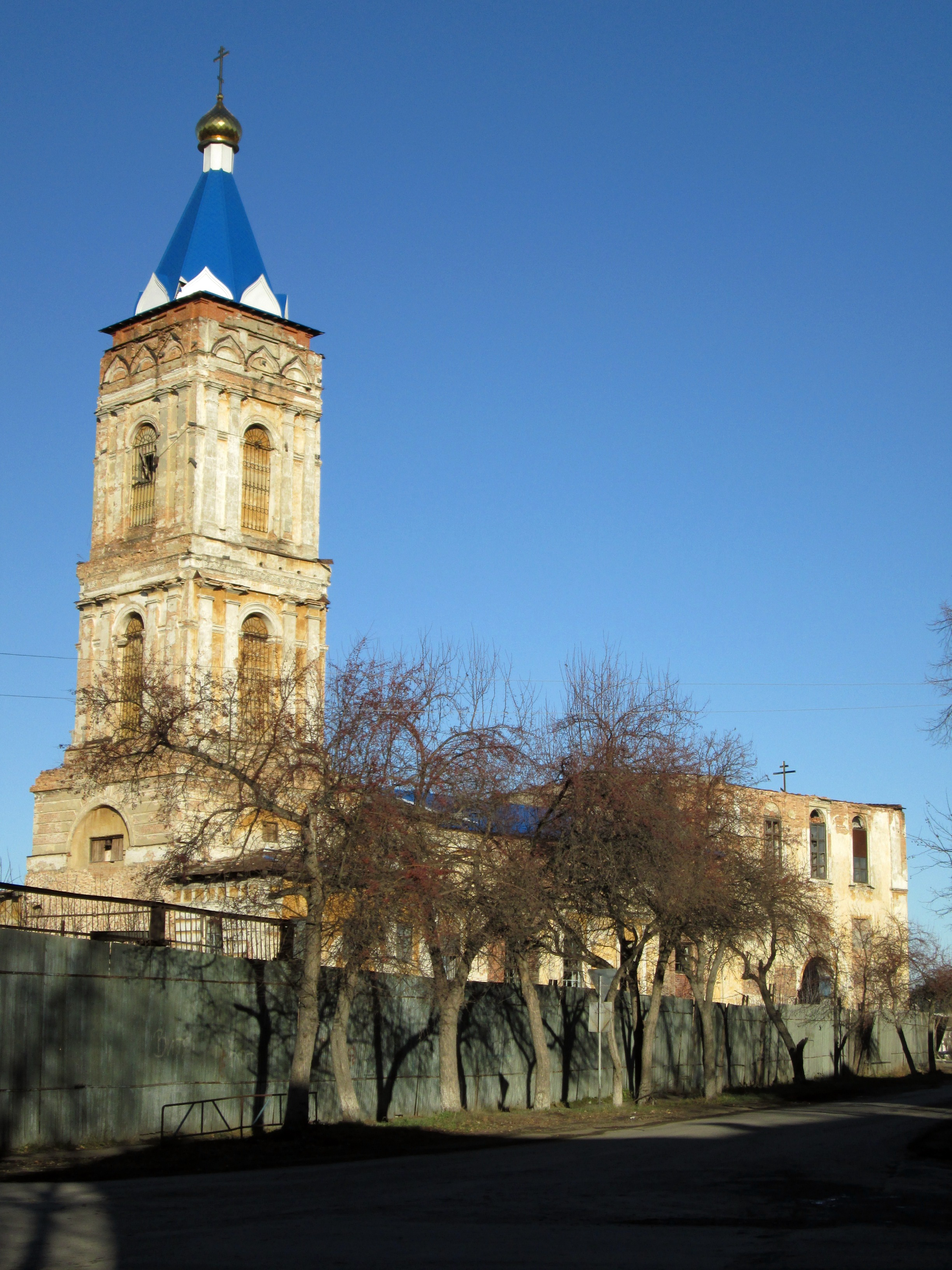
Сретенская церковь

Современный город Ирбит является одним из промышленных и культурно-просветительных центров Свердловской области. Всего на территории города зарегистрировано 556 организаций разных видов собственности. Число предприятий малого предпринимательства — около 1123, включая 112 малых предприятий и 1011 индивидуальных предпринимателей. На территории Муниципального образования в промышленности работают 38 предприятий (25 % от общего количества); в строительной индустрии — 11 предприятий (7 %); в транспорте, связи и ЖКХ — 18 предприятий (12 %); торговля и сфере питания — 65 предприятий (44 %). Большинство предприятий города находится в жилых районах города.
Крупнейшим предприятием города являлся Ирбитский мотоциклетный завод (ИМЗ). Здесь работало около половины промышленных рабочих города. Порядка 8.000 человек в начале 90-х годов. На заводе выпускали мощные мотоциклы, включая: тяжелый дорожный мотоцикл «Урал-3» М-66 с прицепной коляской, мотоциклы М-67. В год предприятие выпускало более 70 тыс. мотоциклов. В 1992 году завод сменил название на ОАО «Уралмото». На заводе работает Ирбитский государственный музей мотоциклов. Сейчас почти все цеха и корпуса проданы или закрыты. Функционирует один корпус. В нём выпускается 200—300 мотоциклов в год. Весь штат завода, включая администрацию, порядка 200 человек.
Вторым по значимости в городе являлся завод по производству прицепов для автомобилей. С 1975 года на нём выпускались прицепы ГКБ-817 повышенной грузоподъемности (5,5 т). Завод обанкротился и прекратил свое существование в середине 90-х годов.
С 1973 года в Ирбите работал ремонтно-монтажный комбинат облпотребсоюза, в котором ремонтировали агрегаты автомобилей, холодильники, электродвигатели. Комбинат обанкротился и был ликвидирован в 2015 году.
На стекольном заводе города работало около 1,3 тыс. человек. Завод выпускал профильные стекла, силикат-глыбы, зеркала, оконные стекла и др. Завод обанкротился и был закрыт в середине 0-х годов.
Ирбитский химико-фармацевтический завод выпускает 50 наименований лекарственных препаратов, включая папаверин, норсульфазол, валидол, стрептоцид, эуфиллин и др. Завод выжил в 90-е и 0-е. Работает до сих пор.
Ирбитский молочный завод производит различные молочные продукты.
На местном сырье работали кирпичный завод, мясокомбинат, мебельная и швейная фабрики, мукомольный, водочный, пивобезалкогольных напитков и кожевенный заводы. В легкой и пищевой промышленности города было занято около 5 % промышленных рабочих. Все данные предприятия признаны банкротами и прекратили свое существование за последние 25 лет.
Ирбит является центром лесозаготовок окружающего город района. Ирбитский леспромхоз занимается заготовками древесины в бассейне реки Ницы (485 млн куб. м. в год), предприятие Химлесхоз занимается добычей живицы.
Ирбит — центр крупного сельскохозяйственного района молочно-мясного направления. Здесь работают 16 колхозов, 5 совхозов и 5 других сельскохозяйственных предприятий. В самом Ирбите с сельским хозяйством связано около 900 человек. Здесь имеется птицесовхоз, откормсовхоз, плодосовхоз, инкубаторная станция и др.
В городе работают строительные организации, ведущие гражданское и производственное строительство (за 2015 года в городе введено 3 783,3 кв. м. жилья); управления сельскохозяйственных организаций и др. Среди других предприятий города — Ирбитское СУ треста Уралмедьстрой, СМУ облмежколхозстроя, передвижная механизированная колонна № 738 треста Свердловсксовхозстрой, ОАО «Ирбитский молочный завод» и др.
В Ирбите находится транспортный узел Зауралья, связывающий железнодорожное, автомобильное и воздушное сообщение с Екатеринбургом и другими городами Урала и Сибири. На территории города проложено 117,4 км автомобильных дорог. Через город проходит железнодорожная магистраль Екатеринбург — Тавда — Устье-Аха.
Более 200 зданий Ирбита имеют историческую ценность, из них около 70 зданий являются историческими памятниками. Богатое культурное наследие федерального и общероссийского значения способствует развитию в городе туристического бизнеса.
Среднемесячная заработная плата в городе за 2016 год составила порядка 15-20 тысяч рублей.